# Neurales Zelladhäsionsmolekül L1
Das neurale Zelladhäsionsmolekül L1 (engl. Neural cell adhesion molecule L1, kurz NCAM-L1) ist ein Transmembran- und Glykoprotein. Es wird vom L1CAM-Gen kodiert, das beim Menschen auf dem X-Chromosom (Xq28) lokalisiert ist. L1CAM wird hauptsächlich in Nervenzellen und Schwann-Zellen gebildet und spielt wahrscheinlich eine wichtige Rolle in der Entwicklung des zentralen Nervensystems.
Mehrere Mutationen des L1CAM-Gens sind bekannt. Sie können zu mehreren allelischen Erkrankungen führen:
- Unterform der hereditären spastischen Paraplegien: X-chromosomal-rezessiv vererbte spastische Paraplegie Typ 1 (SPG1), MASA-Syndrom.[1]
- X-chromosomal gebundener Hydrozephalus (HSAS)
- CRASH-Syndrom[2]